# Jridi
Thraya
Le Jridi ou Thraya est une race de pigeon domestique originaire de Tunisie. C'est un pigeon tambour non reconnu par la Commission européenne des standards pigeons (CESP).

## Présentation
Le Jridi, également appelé Thraya, est une race de pigeon ancienne. Son origine exacte est inconnue. On la trouve essentiellement dans l'oasis de Tozeur,.
C'est un pigeon tambour de taille moyenne et aux pattes emplumées. La tête est lisse mais certains individus présentent une visière, c'est-à-dire de petites plumes couvrant le haut du bec. La race est prolifique mais reste rare,.
La race n'est pas reconnue par la CESP.